# Физическа константа
Физическа константа, понякога фундаментална физическа константа или универсална константа, е физична величина, за която се смята, че е универсална по природа и стойността ѝ е постоянна във времето. За разлика от физическата, математическата константа има фиксирана числена стойност, но за нея не се изисква някакво директно физическо измерване.
В науката има много физически константи, като някои от най-широко признатите са скоростта на светлината във вакуум с, гравитационната константа G, константата на Планк h, диелектричната константа на вакуума ε0 и елементарният заряд e. Физическите константи могат да имат най-различна размерност, която зависи от физичната величина: скоростта на светлината има размерност дължина, разделена на време, докато константата на тънката структура α, която характеризира силата на електромагнитното взаимодействие, е безразмерна. Понятието се отнася именно до величината, а не до конкретната ѝ стойност, която може да се измерва в различни единици.
Понятието фундаментална физическа константа понякога се използва за обозначаване на универсални оразмерени физически константи, като споменатите по-горе Все по-често обаче физиците го употребяват за безразмерни физични константи, като константата на фината структура α. Фундаменталните константи фигурират в уравненията, описващи фундаменталните природни закони и свойствата на материята. Те се появяват в теоретичните модели на явленията като универсални коефициенти в съответните математически изрази.
Физическата константа в смисъла, обсъждан в тази статия, не трябва да се бърка с други величини, наречени „константи“, за които се приема, че са постоянни в даден контекст, но без да се считат фундаментални, като например „времеконстанта“ – характеристика на дадена система (например електрическа верига) или константи, характеризиращи материалите, като константата на Маделунг, специфичната електроповодимост и топлоемкостта.
На 16 ноември 2018 г. Международното бюро за мерки и теглилки гласува за предефиниране на няколко основни единици в международната система от единици (SI), като фиксира стойностите в системата SI на няколко физически константи, сред които константата на Планк, h, елементарния заряд e, константата на Болцман kB и числото на Авогадро NA. Новите фиксирани стойности се основават на най-прецизни измервания на константите въз основа на възприетите дефиниции.

## Стойности
През 1969 г. към Комитета по данни за наука и техниката CODATA е създадена работна група по фундаменталните константи (на английски: The CODATA Task Group on Fundamental Constants). Нейната цел е веднъж на четири години да публикува международно приет набор от стойности за константите и коефициентте за тяхното преобразуване.
Наборът от фундаментални константи за 2018 г. ще се основава на новите определения на Международната система от единици (SI), поради което се очаква грешките в определянето на редица константи значително да се променят .

## Таблица на физическите константи

### Универсални константи
| Величина                                                      | Символ                                           | Стойност                               |
| ------------------------------------------------------------- | ------------------------------------------------ | -------------------------------------- |
| характеристично съпротивление на вакуума                      | {\displaystyle Z_{0}=\mu _{0}c}                  | 376,730313461 ... Ω                    |
| електрическа константа (диелектрична проницаемост на вакуума) | {\displaystyle \varepsilon _{0}=1/\mu _{0}c^{2}} | 8,854 187 817 ... × 10 −12 F⋅m −1      |
| магнитна константа (магнитна проницаемост на вакуума)         | {\displaystyle \mu _{0}}                         | 12,566 370 614 ... × 10 −7 N⋅A −2      |
| Гравитационна константа                                       | {\displaystyle G}                                | 6,674 08 (31) × 10 −11 m 3 ⋅kg −1 s −2 |
| Константа на Планк                                            | {\displaystyle h}                                | 6,626 070 040 (81) × 10 −34 J⋅s        |
| редуцирана константа на Планк                                 | {\displaystyle \hbar }                           | 1,054 571 800 (13) × 10 −34 Js         |
| скорост на светлината във вакуум                              | {\displaystyle c}                                | 299 792 458 m / s                      |

### Електромагнитни константи
| Величина                                                          | Символ                                                        | Стойност (в SI)                 |
| ----------------------------------------------------------------- | ------------------------------------------------------------- | ------------------------------- |
| Магнетон на Бор                                                   | {\displaystyle \mu _{\mathrm {B} }=e\hbar /2m_{\mathrm {e} }} | 927,400 9994(57) × 10−26 J⋅T−1  |
| квант на електрическата проводимост (conductance quantum)         | {\displaystyle G_{0}=2e^{2}/h}                                | 7,748 091 7310(18) × 10−5 S     |
| елементарен електрически заряд                                    | {\displaystyle e}                                             | 1,602 176 6208(98) × 10−19 C    |
| реципрочен квант на ел. проводимост (inverse conductance quantum) | {\displaystyle G_{0}^{-1}=h/2e^{2}}                           | 12 906,403 7278(29) Ω           |
| константа на Джоузефсън                                           | {\displaystyle K_{\mathrm {J} }=2e/h}                         | 483 597,8525(30) × 109 Hz⋅V−1   |
| квант на магнитния поток                                          | {\displaystyle \Phi _{0}=h/2e}                                | 2,067 833 831(13) × 10−15 Wb    |
| ядрен магнетон                                                    | {\displaystyle \mu _{\mathrm {N} }=e\hbar /2m_{\mathrm {p} }} | 5,050 783 699(31) × 10−27 J⋅T−1 |
| Константа на фон Клицинг                                          | {\displaystyle R_{\mathrm {K} }=h/e^{2}}                      | 25 812,807 4555(59) Ω           |

### Атомни и ядрени константи
| Величина                                  | Символ                                                                            | Стойност (в SI)                 |
| ----------------------------------------- | --------------------------------------------------------------------------------- | ------------------------------- |
| радиус на Бор                             | {\displaystyle a_{0}=\hbar /\alpha m_{e}c}                                        | 0,529 177 210 67(12) × 10−10 m  |
| класически радиус на електрона            | {\displaystyle r_{\mathrm {e} }=e^{2}/4\pi \varepsilon _{0}m_{\mathrm {e} }c^{2}} | 2,817 940 3227(19) × 10−15 m    |
| електронен G-фактор                       | {\displaystyle g_{\mathrm {e} }}                                                  | −2,002 319 304 361 82(52)       |
| маса на електрона                         | {\displaystyle m_{\mathrm {e} }}                                                  | 9,109 383 56(11) × 10−31 kg     |
| Константа на тънката структура            | {\displaystyle \alpha =\mu _{0}e^{2}c/2h=e^{2}/4\pi \varepsilon _{0}\hbar c}      | 7,297 352 5664(17) × 10−3       |
| енергия на Хартри                         | {\displaystyle E_{\mathrm {h} }=2R_{\infty }hc}                                   | 4,359 744 650(54) × 10−18 J     |
| реципрочна Константа на тънката структура | {\displaystyle \alpha ^{-1}}                                                      | 137,035 999 139(31)             |
| маса на протона                           | {\displaystyle m_{\mathrm {p} }}                                                  | 1,672 621 898(21) × 10−27 kg    |
| Константа на Ридберг                      | {\displaystyle R_{\infty }=\alpha ^{2}m_{\mathrm {e} }c/2h}                       | 10 973 731,568 508(65) m−1      |
| Сечение на Томпсън                        | {\displaystyle \sigma _{\text{e}}=(8\pi /3)r_{\mathrm {e} }^{2}}                  | 0,665 245 871 58(91) × 10−28 m2 |

### Физико-химични константи
| Величина                                                                                             | Величина                                                                                             | Символ                                                  | Стойност (в SI)                      |
| --- | --- | ------------------------------------------------------- | ------------------------------------ |
| Единица за атомна маса                                                                               | Единица за атомна маса                                                                               | {\displaystyle m_{\text{u}}=1\,{\text{u}}}              | 1,660 539 040(20) × 10−27 kg         |
| Число на Авогадро                                                                                    | Число на Авогадро                                                                                    | {\displaystyle N_{\text{A}},L}                          | 6,022 140 857(74) × 1023 mol−1       |
| Константа на Болцман                                                                                 | Константа на Болцман                                                                                 | {\displaystyle k=k_{\text{B}}=R/N_{\text{A}}}           | 1,380 648 52(79) × 10−23 J⋅K−1       |
| Константа на Фарадей                                                                                 | Константа на Фарадей                                                                                 | {\displaystyle F=N_{\text{A}}e}                         | 96 485,332 89(59) C⋅mol−1            |
| първа радиационна константа (first radiation constant)                                               | първа радиационна константа (first radiation constant)                                               | {\displaystyle c_{1}=2\pi hc^{2}}                       | 3,741 771 790(46) × 10−16 W⋅m2       |
| първа радиационна константа за спектрално излъчване (first radiation constant for spectral radiance) | първа радиационна константа за спектрално излъчване (first radiation constant for spectral radiance) | {\displaystyle c_{\text{1L}}=c_{1}/\pi }                | 1,191 042 953(15) × 10−16 W⋅m2⋅sr−1  |
| Константа на Лошмит                                                                                  | {\displaystyle T} = 273.15 K, {\displaystyle p} = 100 kPa                                            | {\displaystyle n_{0}=N_{\text{A}}/V_{\text{m}}}         | 2,651 6467(15) × 1025 m−3            |
| Константа на Лошмит                                                                                  | {\displaystyle T} = 273.15 K, {\displaystyle p} = 101.325 kPa                                        | {\displaystyle n_{0}=N_{\text{A}}/V_{\text{m}}}         | 2,686 7811(15) × 1025 m−3            |
| Универсална газова константа                                                                         | Универсална газова константа                                                                         | {\displaystyle R}                                       | 8,314 4598(48) J⋅mol−1⋅K−1           |
| моларна константа на Планк                                                                           | моларна константа на Планк                                                                           | {\displaystyle N_{\text{A}}h}                           | 3,990 312 7110(18) × 10−10 J⋅s⋅mol−1 |
| Моларен обем на идеален газ                                                                          | {\displaystyle T} = 273.15 K, {\displaystyle p} = 100 kPa                                            | {\displaystyle V_{\text{m}}=RT/p}                       | 2,271 0947(13) × 10−2 m3⋅mol−1       |
| Моларен обем на идеален газ                                                                          | {\displaystyle T} = 273.15 K, {\displaystyle p} = 101.325 kPa                                        | {\displaystyle V_{\text{m}}=RT/p}                       | 2,241 3962(13) × 10−2 m3⋅mol−1       |
| втора радиационна константа                                                                          | втора радиационна константа                                                                          | {\displaystyle c_{2}=hc/k}                              | 1,438 777 36(83) × 10−2 m⋅K          |
| Константа на Стефан – Болцман                                                                        | Константа на Стефан – Болцман                                                                        | {\displaystyle \sigma =\pi ^{2}k^{4}/60\hbar ^{3}c^{2}} | 5,670 367(13) × 10−8 W⋅m−2⋅K−4       |